# آردت، ساسکاچوان
آردت، ساسکاچوان (به انگلیسی: Ardath, Saskatchewan) یک منطقهٔ مسکونی در کانادا است که در ساسکاچوان واقع شده‌است. آردت ۵۷٫۹۱ متر بالاتر از سطح دریا واقع شده‌است.